# Santos
Santos è un comune del Brasile nello Stato di San Paolo, parte della mesoregione Metropolitana de São Paulo e della microregione di Santos. È la maggiore città della Baixada Santista. La sua posizione ne fa il principale porto del Brasile nonché dell'intera America Latina; ha avuto molta importanza durante il ciclo di esportazione di caffè. Santos è stata la porta di ingresso di milioni di immigrati europei, molti dei quali italiani durante il periodo di immigrazione tra il 1870 e il 1920.
Fondata nel 1546, è una delle prime città fondate in Brasile. Possiede uno dei migliori indici di sviluppo e tenore di vita del paese, ed attrae molti turisti sia per la vicinanza con San Paolo sia per il clima tropicale umido, con estati calde e piovose ed inverni miti.

## Geografia fisica
La città di Santos si estende sia sulla parte orientale dell'isola di São Vicente, sia sul continente, dove quasi tutta l'area è di Mata Atlântica (foresta pluviale atlantica). Si trova a 79 chilometri dalla città di San Paolo del Brasile.

## Clima
| Santos              | Mesi | Mesi | Mesi | Mesi | Mesi | Mesi | Mesi | Mesi | Mesi | Mesi | Mesi | Mesi | Stagioni | Stagioni | Stagioni | Stagioni | Anno  |
| Santos              | Gen  | Feb  | Mar  | Apr  | Mag  | Giu  | Lug  | Ago  | Set  | Ott  | Nov  | Dic  | Inv      | Pri      | Est      | Aut      | Anno  |
| ------------------- | ---- | ---- | ---- | ---- | ---- | ---- | ---- | ---- | ---- | ---- | ---- | ---- | -------- | -------- | -------- | -------- | ----- |
| T. max. media (°C)  | 28   | 28,6 | 27,8 | 25,9 | 24,4 | 22,9 | 22,6 | 22,5 | 23,6 | 24,9 | 26,1 | 26,7 | 27,8     | 26,0     | 22,7     | 24,9     | 25,3  |
| T. min. media (°C)  | 22,1 | 21,9 | 20,6 | 18,3 | 16,1 | 14,7 | 15,1 | 16,4 | 17,2 | 18,7 | 19,7 | 20,0 | 21,3     | 18,3     | 15,4     | 18,5     | 18,4  |
| Precipitazioni (mm) | 317  | 314  | 311  | 227  | 165  | 112  | 104  | 102  | 149  | 219  | 213  | 265  | 896      | 703      | 318      | 581      | 2 498 |

## Storia
L'isola di São Vicente fu scoperta da Amerigo Vespucci nel 1502 durante la perlustrazione delle coste brasiliane così ribattezzata in onore dell'onomastico. L'area rimase fuori dai progetti di colonizzazione a causa dello scarso interesse dimostrato dalla corona portoghese per questa parte del Brasile fino a quando, a causa del declino dei commerci con il subcontinente indiano, il re Giovanni II del Portogallo decise di potenziare lo sfruttamento delle colonie sudamericane. Così, nel 1531, il navigatore Martim Afonso de Sousa raggiunse nuovamente l'area dell'odierna città di Santos e v'incontrò un piccolo insediamento fondato dall'esiliato (degredado) Cosme Fernandes, che sarà prontamente espulso e che l'anno seguente ritornerà e saccheggerà il porto. Nel 1543 il fidalgo Brás Cubas, che aveva trasferito l'abitato dall'odierna area di Ponta da Praia a quella più sicura di Enguaguaçu, costruì un ospedale chiamato Santa Casa de Misericórdia de Todos os Santos. Di conseguenza l'abitato di Enguaguaçu prese il nome di Todos os Santos (Ognissanti) e, nel 1546, fu ufficialmente fondata da Cubas. Nel 1550 fu aperta la locale dogana. Nel 1591 Santos fu saccheggiata dal pirata inglese Thomas Cavendish.
Con l'apertura nel 1867 della ferrovia di San Paolo, che univa il porto di Santos con Jundiaí e l'area delle piantagioni di caffè, l'economia e l'importanza stessa della cittadina costiera crebbero drasticamente. Santos divenne la principale porta d'accesso non solo per lo stato paulista, ma per tutta la nazione brasiliana, con migliaia d'immigrati, principalmente italiani e giapponesi, che si riversavano in città per poi raggiungere le cittadine dell'interno e le piantagioni. L'aumento improvviso della popolazione causò anche gravi problemi in materia di sanità ed igiene pubblica, ne fu un chiaro esempio l'epidemia di febbre gialla che funestò la città nel 1889. La grande piovosità favoriva la proliferazione di mosche che causavano le epidemie, la città ha quindi costruito i canali per il drenaggio delle acque piovane, che oggi sono un simbolo di Santos.

## Monumenti e luoghi d'interesse
- Borsa del Caffè, inaugurata nel 1922 in occasione del centenario dell'indipendenza del Brasile, fu costruita in stile eclettico e ospitava al suo interno i locali dove veniva negoziato il prezzo del caffè. Abbandonato negli anni '70, dal 1998 ospita al suo interno il Museo del Caffè.
- Palazzo José Bonifácio, sede comunale.

## Sport

### Calcio
È la città di una delle squadre di calcio più famose del paese, il Santos Futebol Clube, conosciuta come la squadra dove ha giocato Pelé per quasi tutta la sua carriera calcistica e in cui è cresciuto Neymar fin dalle giovanili. Conta con altre due squadre di minore importanza, la Portuguesa Santista ed il Jabaquara.

## Amministrazione

### Gemellaggi
- Costanza[3]
- Trieste, dal 1977